# Motociclismo

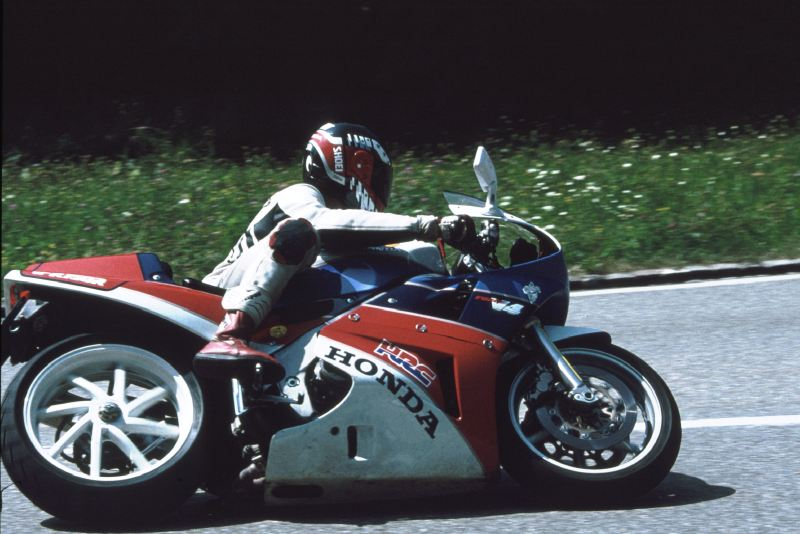
Moto Honda modelo VFR750R

O motociclismo é uma disciplina que implica tudo o que diga respeito a conduzir um motociclo. É também uma modalidade desportiva que envolve o uso de motos em diversas formas competitivas como velocidade, motocross, enduro e outras. O primeiro motociclo data do final do século XIX e era basicamente uma bicicleta a motor. Daí evoluiu até aos versáteis motociclos dos dias de hoje.
A primeira prova de motociclismo que se tem conhecimento aconteceu no dia 29 de novembro de 1897, em Surrey, subúrbio de Londres, na Inglaterra. A prova, chamada de Motorcycle Scrambles, foi o nascimento do motociclismo de competição. Aliás, os ingleses criaram a expressão "Se existe alguma coisa melhor que motocicleta, Deus guardou-a para si no céu" ("If there is anything better than a motorbike, God must have kept for him in heaven").
Em 22 de dezembro de 1904 é criada a Federação Internacional de Motociclismo. Porém, somente após a 2ª Guerra Mundial que começou a ser realizado o campeonato mundial. O torneio das nações começou a ser disputado em 1947, o Mundial de Cross, em 1957. O maior campeão da modalidade foi o italiano Giacomo Agostini, com 15 títulos mundiais em várias categorias. O nome de Giacomo Agostini está indissoluvelmente ligado ao da marca MV Agusta.
O Rali Dakar, que também envolve motociclos, é considerado o mais exigente e duro percurso todo o terreno.

## Motociclismo no Brasil
No Brasil o termo "motovelocidade" é usado para denominar as competições em autódromos ou circuitos asfaltados. É praticada com motos de rua preparadas ou protótipos de competição.
O dia do motociclista é comemorado no Brasil no dia 27 de julho.

## Motociclismo em Portugal
Em Portugal usa-se a expressão "motociclismo de velocidade" ou simplesmente "velocidade". Apesar da Federação Portuguesa de Motociclismo ter sido criada em 1990, existem relatos de competições desde o início do século XX.
Uma das maiores concentrações de motos da Europa é em Faro, promovida pelo moto-clube local. Também a de Góis tem grande reputação.

## Pilotos

### Pilotos brasileiros
- Alexandre Barros
- Adu Celso
- Marco Greco

### Pilotos portugueses
- Miguel Oliveira[9]
- Luis Filipe de Sousa Carreira
- Nuno Caetano
- Fernando Costa
- Bruna Lopes[10]

## Motociclista
Motociclista é o indivíduo que possui ou faz uso de moto para razões não profissionais.
Comumente o termo "motociclista" é usado para desambiguação perante o termo moto-boy (estafeta, em Portugal), ou seja, motociclista é aquele que usa moto para lazer, locomoção, diversão ou esporte, mas não como meio de trabalho.
mo.to.ci.clis.ta s m+f (moto5+ciclo2+ista) Pessoa que conduz uma motocicleta.
motoqueiro mo.to.quei.ro adj+sm (motoca+eiro) gír Diz-se do, ou o que anda de motocicleta.
No geral, contudo há exceções; Consideram de suma importância o uso de equipamentos de segurança, e costumam trafegar dentro das normas de trânsito com responsabilidade e cautela, preocupando se muito com sua integridade física e de sua motocicleta.
Em Portugal são definidos da seguinte forma:
- Motociclista: conduz um motociclo por qualquer razão, profissional ou de lazer.[13]
- Motard (em português, mòtar): Galicismo que representa quem tem um especial apreço por andar de mota e juntar-se em convívios e concentrações.[14]
- Mototurista: pode enquadrar-se nas duas definições anteriores e caracteriza-se por utilizar o motociclo como meio de viagem.[15]
- Piloto: desportista profissional que conduz um motociclo em corridas.[16]
- Motoqueiro: expressão popular, utilizada como gíria, de forma depreciativa, para classificar motociclistas sem código de conduta.[17][18]

## Mototurismo

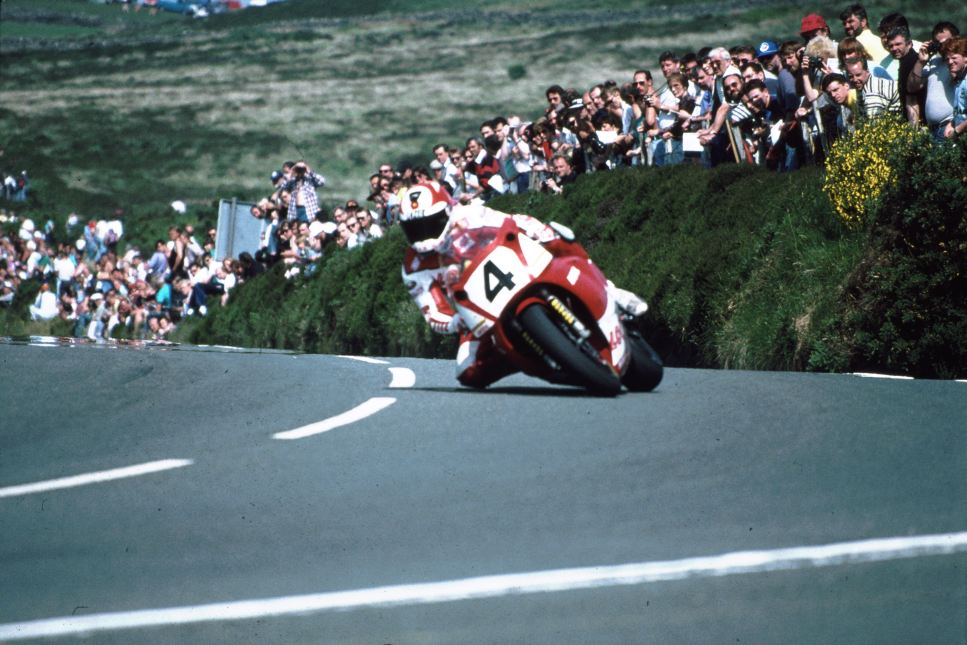
TT da Ilha de Man.

É um conceito de viagem, com qualquer propósito e duração, cujo meio de transporte é a moto, e caracteriza-se essencialmente pelo espírito de aventura, liberdade e descoberta.
A necessidade do homem em montar uma moto e correr caminhos à procura do mundo, mistura-se com o próprio desenvolvimento desta máquina, que se massificou principalmente graças à Primeira Guerra Mundial e rapidamente passou a fazer parte do imaginário dos mais aventureiros. Este espírito de aventura, liberdade e descoberta foi-se desenvolvendo de tal forma, que em meados dos anos 1950 surgiu o termo "mototurismo", evoluindo até à atualidade.

## Implicações na saúde
De acordo com cientistas japoneses, pilotar uma moto faz bem para o cérebro. Estudos realizado pela Universidade de Tohoku, junto à Yamaha, efetuou a análise em 22 homens, foram observados todas as movimentações e atividades das áreas frontais do cérebro, responsáveis pela memória, gestão da informação e concentração. No teste, durante dois meses, onze homens utilizaram moto, e o outro grupo utilizou carros. Os resultados da pesquisa apontaram melhorias relevantes na memória e outras atividades típicas das áreas frontais do cérebro.
É sublinhado por alguns investigadores que andar de moto é uma das atividades de lazer que maior satisfação transmite.